# Південна гостинність
Південна гостинність (англ. Southern hospitality) — вираз, що використовується в американській англійській мові для опису культурного стереотипу Півдня Сполучених Штатів, мешканці якого вважаються доброзичливими, теплими та привітними до гостей у своїх помешканнях або на Півдні в цілому.

## Витоки
Хоча жителі Півдня усіх верств суспільства століттями вважалися доброзичливими, дехто, як-от публіцист Ентоні Щесюл, стверджує, що південна гостинність «спочатку існувала у вигляді обмеженої сукупності соціальних традицій серед рабовласницьких кіл передвоєнного періоду». Таким чином, походження цього звичаю було тісно пов'язане з рабством. Один з аналітиків зазначає:
У цій первісній концепції гостинності афроамериканцям відводилося мало місця, за винятком ролі слуг. Проте саме праця і злигодні поневолених дозволили південним плантаторам приймати гостей так щедро і, здавалося б, без особливих зусиль. Південна гостинність від білих і для білих значною мірою була досягнута завдяки негостинності та нелюдському ставленню до афроамериканців.
Але з часом це явище «перетворилося на дискурс, який вийшов далеко за межі образу плантаторів», а засади південної гостинності зрештою перейняли й інші афроамериканці, які не належали до класу плантаторів. Концепція південної гостинності також розглядалася через призму релігійних вірувань регіону; ідея про те, що слід бути добрим до незнайомців, випливає з таких біблійних притч, як «Притча про доброго самарянина». Один із перших мандрівних авторів Ернест Гамлін Еббот писав у 1902 році: «Оскільки релігійні обряди на Півдні так само органічно поєднуються з домашньою гостинністю, як і будь-що інше, то, навпаки, гостинність на Півдні є невід'ємною частиною церковних служб».

## Особливості
Деякі особливості південної гостинності були описані ще в 1835 році, коли Джейкоб Еббот пояснював низьку якість таверн на Півдні відсутністю потреби в них, враховуючи готовність жителів Півдня забезпечувати їжею незнайомців. Ебботт пише:
Гостинність південців настільки рясна, що таверни практично пустують. Кожного мандрівника, гарно вбраного та з гарними манерами джентльмена, гостинно зустрічають у кожних дверях. Мандрівник їде верхи через Вірджинію чи Кароліну. Полудень. Він бачить плантацію, оточену деревами, неподалік від дороги. Не вагаючись, він під'їжджає до дверей. Господар будинку помічає його наближення і вже чекає на сходах.
Далі Ебботт описує, що до послуг відвідувачів найкращі запаси будинку. Крім того, Ебботт каже:
Розмова лине бадьоро, адже південний джентльмен має особливий хист до того, щоб зробити гостя задоволеним. Після вечері вас запрошують провести день і ніч, і якщо ви джентльмен за манерами та рівнем обізнаності, ваш господар буде справді дуже задоволений тим, що ви приїхали. Такий-от характер південної гостинності.
Порівняно недавно Тара Мак-Ферсон писала про уявлення про «традиції та манери» як про «клей, що скріплює Південь, відрізняючи його від інших регіонів», стверджуючи, що:
Це звична мантра, пов'язана зі «славнозвісною» південною гостинністю, яку рекламують більшість туристичних центрів... Сучасне захоплення «величчю» Старого Півдня залежить від певного почуття пристойності, і ця вишукана мізансцена південності побудована за допомогою ретельно продуманих лаштунків із місячного світла, магнолій та звичаїв. Білі південці часто наголошують на важливості дотримання зовнішнього вигляду, наприклад, у своїй книзі «Жінки: Дорослішання на Півдні» популярна письменниця Ширлі Еббот описує “природну театральність”, притаманну південній гостинності. Для цього потрібен «талант брати на себе особливу роль у своєрідній виставі, яка, мабуть, триватиме вічно, незалежно від того, наскільки зрозумілими є її персонажі та цілі». Ця підтримка аури спокою, незважаючи на певний ступінь відкритості, наводить на думку, що південна гостинність - це спектакль, маскарад, узгоджена соціальна фікція, хоча й потужна, з матеріальними наслідками.
Їжа посідає важливе місце в південній гостинності, значною складовою якої є частування відвідувачів стравами південної кухні. Часто до дверей нового сусіда приносять торт або інші ласощі, щоб представитися та познайомитися. Багато клубних і церковних заходів включають в себе трапезу або, принаймні, десерт і напої. Церкви на Півдні часто мають у розпорядженні великі кухні комерційного типу, щоб відповідати цій традиції, але багато «вечерь спілкування» проходять за принципом «накритої тарілки»: кожен учасник приносить свою страву. Однак, якщо новенький приходить без тарілки, йому чи їй допоможуть відчути себе бажаним гостем і щедро пригостять. Коли хтось помирає або серйозно хворіє, сусіди, друзі та члени церкви зазвичай приносять їжу родині померлого протягом певного періоду часу. У багатьох кулінарних книгах можна знайти рецепти, які розвивають цю концепцію.